# هيمن هورامي
هيمين هورامي (ولد في 23 مارس 1976)، (بالكردية: ھێمن ھەورامی)‏، أو هيمن أحمد حمه صلاح، سياسي وكاتب وأكاديمي كردي. يشغل منصب نائب رئيس برلمان كردستان العراق منذ فبراير 2019. وهو عضو بارز في الحزب الديمقراطي الكردستاني. وانتخب عضواً في برلمان كوردستان في سبتمبر 2018. وكان رئيسًا للعلاقات الخارجية للحزب الديمقراطي الكردستاني (2011-2017) ثم مستشارًا لمسعود بارزاني (2017-2019) للشؤون السياسية والدولية. وهو حاصل على درجة الدكتوراه في العلاقات الدولية، وله ثمانية كتب باللغة الكردية حول السياسة الكردية.